# Shaznay Lewis
Tricia Marie Lewis, detta Shaznay (Londra, 14 ottobre 1975), è una cantante britannica membro delle All Saints.

## Biografia
Appassionata di canto fin da bambina, partecipa e vince molti concorsi canori per poi iniziare a lavorare come corista presso gli All Saints Recording Studios di Londra ed è qui che incontra Melanie Blatt: le due coriste decidono di iniziare a lavorare assieme.
Con l'introduzione di Nicole Appleton, compagna di scuola di recitazione di Melanie Blatt, e di sua sorella Natalie, si formano le All Saints, che fra il 1997 e il 2001 realizzano due fortunati album e dieci singoli, di cui cinque raggiungono la numero uno nel Regno Unito.
La band si scioglie nel 2001 per poi riformarsi nel 2006 e nel frattempo Shaznay, autrice di tutte le canzoni del gruppo (nel 2001 vince anche il Ivor Novello Award come best songwriter), tenta la carriera solista. Nel luglio 2004 esce il primo album solista, Open, realizzato con collaboratori del calibro di K-Gee (All Saints, George Michael) e Rick Nowels.
Il primo singolo estratto, Never Felt like This Before debutta all'ottava posizione della classifica inglese ma non aiuta il piazzamento dell'album che si ferma alla numero 22. La cantante si è dedicata anche al cinema recitando in Sognando Beckham (2002) e ha partecipato al progetto benefico Band Aid 20. Ha successivamente scritto i pezzi Turn It Up e Another Day per le Girls Can't Catch.

## Vita privata
Dal 21 agosto 2004 è sposata al ballerino Christian "Storm" Horsfall. I due hanno due bambini: Tyler-Xaine (febbraio 2006) e Tigerlily (novembre 2009).

## Discografia

### Album
- 2004 - Open
- 2024 - Pages

### Singoli
- 1997 - I Wanna Be Your Lady (Hinda Hicks feat. Shaznay Lewis)
- 2004 - Never Felt Like This Before
- 2004 - You
- 2008 - Ice Cream (Anthony Asher feat. Shaznay Lewis)
- 2008 - Daddy-O (Wideboys feat. Shaznay Lewis)
- 2024 - Miracle
- 2024 - Kiss of life
- 2024 - Good Mourning (feat. Shola Ama, General Levy)
- 2024 - Got to Let Go